# In Nature's Uniform
In Nature's Uniform er udgivet i 1994 og det er Inside The Whales debutalbum. Musikken var mere rocket og teksterne var på engelsk i modsætning til deres senere plader.

## Spor
1. That's Life (5:03)
2. Out (4:50)
3. Keith, The Hamster (3:16)
4. Bitch (4:05)
5. Inside You, Inside Me (3:48)
6. Here With You (4:33)
7. Hymn To Clint (4:51)
8. Yeah, Yeah, Yeah (3:43)
9. Greedy (3:48)
10. Entwined (5:42)
11. Nudity (3:46)
12. Song From The Deep (6:55)